# Jennie Fletcher
Jennie Fletcher (ur. 19 marca 1890 w Belgrave, zm. 17 stycznia 1968 w Teeswater) – brytyjska pływaczka. Dwukrotna medalistka olimpijska ze Sztokholmu.
Specjalizowała się w stylu dowolnym. Zawody w 1912 były jej jedynymi igrzyskami olimpijskimi. Zajęła trzecie miejsce na dystansie 100 metrów kraulem. Była również członkinią zwycięskiej sztafety brytyjskiej 4 × 100 m stylem dowolnym (razem z nią płynęły: Isabella Moore, Annie Speirs, Irene Steer). Była mistrzynią kraju i rekordzistką świata. W późniejszych latach wyemigrowała do Kanady i zmarła w tym kraju.
W 1971 została przyjęta do International Swimming Hall of Fame.